# Chalermpol Malakham
Chalermpol Malakham (în thailandeză เฉลิมพล มาลาคำ, n. 10 octombrie 1962, Provincia Surin, Thailanda) este un actor și cântăreț thailandez.

## Tinerețe
Chalermpol Malakham s-a născut pe 2 noiembrie 1960 în provincia Surin și și-a început cariera muzicală în 1985, colaborând cu Topline Diamond.

## Discografie

### Album
- Tam Jai Mae Terd Nong
- Ror Mia Phee Pler
- Ar Dia Rak Wan Khao Phan Sa
- Pued Tam Nan Bak Job Loey[4]
- Kid Hod Pla Keng
- Sieng Jak Phoo Yai Baan

## Filmiographie

### Film
- 2018 - Hak Paeng

### Dramă TV
- 2017 - Nai Hoy Ta Min